# ザラエゲルセグ
ザラエゲルセグ (Zalaegerszeg) は、ハンガリーの都市。ザラ県の県都。ドイツ語名はツァライーガーツィーク。

## 位置
ザラ川のほとりにあり、オーストリア、スロヴェニアの国境に近い。首都ブダペスト南西約220km地点である。

## 歴史
石器時代後期には既に人が定住しており、後のこの地域にはケルト人が住んだ。
1247年にエゲルスクグ (Egerscug)、1293年にエゲルセグ (Egerszeg) の名で初めて歴史上に現われた。「ハンノキのある角」を意味していた。これは、2つの河川が交わる場所にある町の位置を表していると見られる。1266年、ハンガリー王ベーラ4世はこの土地をヴェスプレーム司教座へ寄進したため、町は教会財産となった。ヴェスプレームから遠く離れているために、町で徴収された税金はしばしば町の施政者であるケーケギ家の懐へ消えた。
14世紀のエゲルセグは一帯で最大の都市となっていた。1368年から1369年の短期間、町は王立都市にもなった。ハンガリー王シギスムンドは、ヴェスプレーム司教座に別の町を与える代わりにカニザイ家へエゲルセグを与えた。1848年までザラエゲルセグはカニザイ家領であった。
1381年、町に石造りの教会が建てられた。1421年、エゲルセグはオッピドゥムの地位を授けられた。このために住民は一年に一度の納税で住むようになり、人々は自ら判事を選ぶことができた。人口が急速に伸び、16世紀のエゲルセグはザラ県の中心都市となった。
1530年代に発展は停滞に転じた。弱体化した王の権力を利用して、周辺の領主がしばしば町を攻撃したのである。そして1526年のモハーチの戦いで戦勝後、オスマン帝国がハンガリー征服を進めていた。1568年以降エゲルセグは要塞化され、城が建てられた。1570年にオスマン軍が初めてエゲルセグを攻撃したが、手に入れることはできなかった。
ナジカニジャがオスマン軍に降伏した後、エゲルセグの軍事的重要性が高まった。しかし城は1616年の攻撃で甚大な被害を受け、1664年の短期間占領された。住民は戦争だけでなく黒死病や重税にも苦しんだ。
ザラエゲルセグがたとえコミタトゥスの端であったとしても、議会が開催される地であったことから18世紀には首都となった。県庁の庁舎は18世紀に建てられたバロック様式である。1760年代には大きな教会堂、兵舎が建てられた。一般住民は石造りの家に住めず、1826年に住宅が石でつくられるようになるまで幾度か火事に見舞われた。
19世紀まで、町で暮らす少数の職人や商人が自らが属す町の司教へ税金を支払っていた。ザラエゲルセグ住民の大部分はカトリック教徒であるが、1割ほどユダヤ人がおり彼らには貿易の後援はなかった。このため、たとえ町が行政上重要でも、経済的・文化的には重要ではなかった。3500人もの住民が暮らしていても、小学校は2校だった。文化の中心は、ナジカニジャとコストヘイだった。
ザラエゲルセグは1848年から1849年の革命や自由闘争では補助的な役割でしかなかった。1870年には町の地位を失って単なる村となり、替わってナジカニジャが県都となった。1885年5月、再びザラエゲルセグは町へ昇格した。1890年チャークトルニャ（現クロアチアの都市チャコヴェツ）との間に鉄道が敷かれた。19世紀後半から1920年代にかけて再び町は発展し、建物が次々と建った。
第二次世界大戦中の悲劇は、ザラエゲルセグに暮らす1221人のユダヤ人たちがアウシュヴィッツへ送られたことである。1945年5月、ザラエゲルセグはソ連軍によって解放された。
1956年のハンガリー動乱では町は大きな役割を担った。10月26日に始まった革命で共産主義の地元議会が逃亡し、ソ連軍が侵攻してきた11月4日まで革命政府が議会を掌握していた。

## その他
- 1983年 - 世界オリエンテーリング選手権 (WOC) 開催。
- 2001年 - 中央ヨーロッパ情報オリンピック (CEOI)開催。
- 2004年 - 欧州女子ハンドボール選手権予選ラウンド開催。
- 2005年 - UEFA U-19女子選手権開催。
- 2005年 - フェンシングヨーロッパ選手権開催。

## 姉妹都市

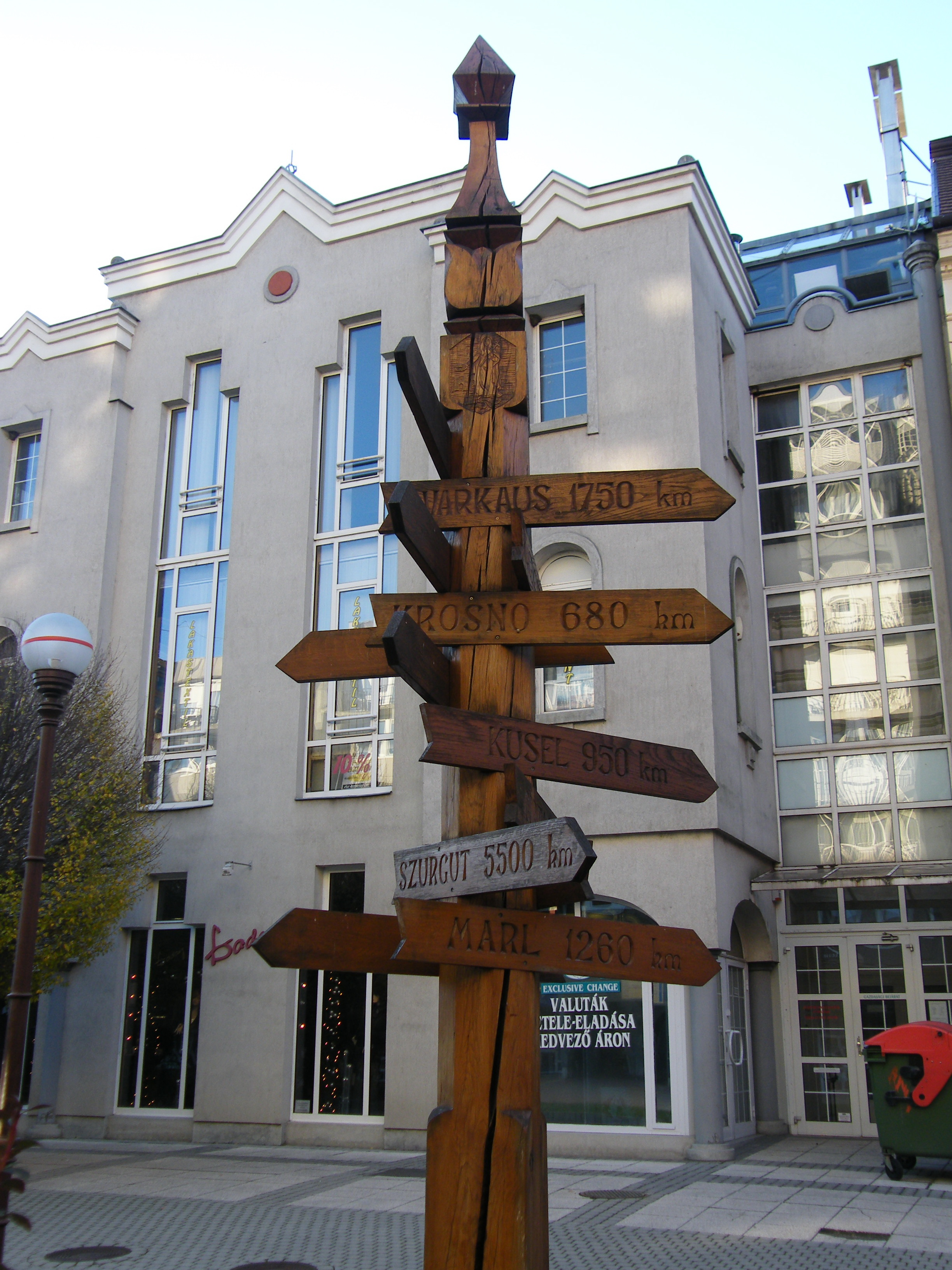
姉妹都市の方向と距離を示す標柱

- クラーゲンフルト 、 オーストリア
- ゼニツァ 、 ボスニア・ヘルツェゴヴィナ
- ドブリチ、 ブルガリア
- ヴァラジュディン、 クロアチア
- ヴァルカウス、 フィンランド
- クゼル（英語版） 、 ドイツ
- マール 、 ドイツ
- ゴリツィア 、 イタリア
- クロスノ（英語版）、 ポーランド (2000年から) [1]
- トゥルグ・ムレシュ、  ルーマニア
- スルグト 、 ロシア
- レンダヴァ、 スロベニア
- ヘルソン 、 ウクライナ